# روكتداين إف-1
إف-1 (بالإنجليزية: F-1)‏ محرك صاروخي طوّرته شركة روكتداين [الإنجليزية] الأمريكية. يعتمد المحرك في عمله على دورة مولد الغاز [الإنجليزية] التي جرى تطويرها في الولايات المتحدة أواخر خمسينيات القرن العشرين، واستخدم المحرك لاحقًا في صاروخ ساتورن 5 في الستينيات وأوائل السبعينيات. استخدمت خمسة محركات من طراز إف-1 في المرحلة الأولى «أس-1 سي [الإنجليزية]» لكل صاروخ ساتورن 5، الذي كان مركبة الإطلاق الرئيسية لبرنامج أبولو. يُعتبر إف-1 أقوى محرك صاروخي يعمل بالوقود السائل بغرفة احتراق واحدة جرى تطويره على الإطلاق.